# 魏家庄街道
魏家庄街道，是中华人民共和国山東省济南市市中区下辖的一个乡镇级行政单位。

## 行政区划
魏家庄街道下辖以下地区：
麟祥街社区、永庆街社区、人民商场社区、魏家庄社区和馆驿街社区。